# Åfjorden (Åfjord)
 For alternative betydninger, se Åfjorden. (Se også artikler, som begynder med Åfjorden)
Åfjorden er en fjord i Åfjord kommune i Trøndelag fylke i Norge. Den er omkring 14 kilometer lang, og går mod nordøst til Årnes, hvor kommunens administration er beliggende, i bunden af  fjorden. Fjorden har indløb fra Lauvøyfjorden ved Straumsholmen i sydvest. Syd  for Straumsholmen går Oldfjordenmod sydvest, mens Mørrifjorden er en fjordarm mod syd, næsten helt inderst i fjorden.
Selnes ligger på vestsiden af fjorden ved indløbet, og mellem dette næs og næsset Øyan ligger Indre Selnesvågen. Nord for Øyan ligger Rånesvikan med øerne Øyaøya og Rånesøya. Bygden Rånes ligger på et næs på nordsiden af fjorden. Nordøst for Rånes ligger Dragseidet, en 300 meter lang tange (eid på norsk) hvor Eidsfjorden ligger på anden side. 
Fjorden ender i de tre bugter Monstadbugten ved Monstad i vest, Stenkarbugten i midten og Svalan længst mod øst. I bunden af fjorden munder både Stordalselva og Norddalselva ud i fjorden. 
Fylkesvei 50 går langs dele af vestsiden af fjorden.